# Astragalus erinifolius
Astragalus erinifolius es una especie de planta del género Astragalus, de la familia de las leguminosas, orden Fabales.

## Distribución
Astragalus erinifolius se distribuye por Irán (Zagros m.).

## Taxonomía
Fue descrita científicamente por Pau. Fue publicado en Trabajos del Museo Nacional de Ciencias Naturales. Serie Botánica 14: 21 (1918).